# Neve Charif
Neve Charif (hebrejsky נְוֵה חָרִיף, doslova „Charifova oáza“, v oficiálním přepisu do angličtiny Newe Harif, přepisováno též Neve Harif) je vesnice typu kibuc v Izraeli, v Jižním distriktu, v Oblastní radě Chevel Ejlot.

## Geografie
Leží v nadmořské výšce 439 metrů na východním okraji hornaté části aridní oblasti pouště Negev, nedaleko od okraje údolí vádí al-Araba, cca 107 kilometrů od jižního břehu Mrtvého moře.
Obec se nachází 160 kilometrů od břehu Středozemního moře, cca 225 kilometrů jihovýchodně od centra Tel Avivu, cca 193 kilometrů jižně od historického jádra Jeruzalému a 54 kilometrů severně od města Ejlat. Neve Charif obývají Židé, přičemž osídlení v tomto regionu je etnicky převážně židovské. Obec je 7 kilometrů vzdálena od mezinárodní hranice mezi Izraelem a Jordánskem.
Neve Charif je na dopravní síť napojen pomocí dálnice číslo 40 (stará spojovací silnice z Ejlatu do Beerševy přes Micpe Ramon), která východně od obce ústí do dálnice číslo 90.

## Dějiny
Neve Charif byl založen v roce 1987. Původně se nazýval Avida (אבידע‎), současný název připomíná poslance Knesetu Mošeho Charifa, který byl aktivní v kibucovém hnutí a roku 1982 zemřel spolu se svou ženou a synem při dopravní nehodě. Zpočátku pobývali osadníci v provizorních podmínkách v lokalitě zvané Šitim cca 15 kilometrů severně odtud, pak se po roce přesunuli do nynější lokality.
Původně měl být kibuc orientován na průmyslové aktivity, to ale nevyšlo a místní ekonomika je v současnosti zaměřena zejména na zemědělství (palmové háje, chov drůbeže). Kibuc prošel privatizací a zbavil se prvků kolektivismu ve svém hospodaření. V obci funguje plavecký bazén, sportovní areály a synagoga.

## Demografie
Obyvatelstvo kibucu je převážně sekulární. Podle údajů z roku 2014 tvořili naprostou většinu obyvatel v Neve Charif Židé (včetně statistické kategorie "ostatní", která zahrnuje nearabské obyvatele židovského původu ale bez formální příslušnosti k židovskému náboženství).
Jde o menší obec vesnického typu s dlouhodobě rostoucí populací. K 31. prosinci 2014 zde žilo 114 lidí. Během roku 2014 populace klesla o 5,8 %.
| Rok            | 1995 | 2001 | 2003 | 2004 | 2005 | 2006 | 2007 | 2008 | 2009 | 2010 | 2011 | 2012 | 2013 | 2014 |
| -------------- | ---- | ---- | ---- | ---- | ---- | ---- | ---- | ---- | ---- | ---- | ---- | ---- | ---- | ---- |
| Počet obyvatel | 82   | 36   | 58   | 62   | 69   | 88   | 121  | 127  | 127  | 132  | 138  | 122  | 121  | 114  |